# 和歌山県立紀北工業高等学校
和歌山県立紀北工業高等学校（わかやまけんりつ きほくこうぎょうこうとうがっこう）は、和歌山県橋本市神野々に所在する公立の工業高等学校。
「目指せスーパー専門学校」の指定を受けている。

## 設置学科
- 機械科
- 電気科
- システム化学科

## 沿革
- 1963年 - 開校

## 部活動
ウエイトリフティング部・自転車部・レスリング部・ものづくり研究部などで全国大会の出場実績がある。
運動部
- ウエイトリフティング
- 自転車
- 山岳
- サッカー
- 陸上
- バスケット
- バレーボール
- 卓球
- ソフトテニス
- 剣道
- 野球
- レスリング

文化部
- ものづくり研究
- 吹奏楽
- 芸術
- コンピュータ

## アクセス
- JR和歌山線紀伊山田駅 徒歩約7分